# 保羅-沃納·霍普
保羅-沃納·霍普（Paul-Werner Hoppe，1910年2月28日—1974年7月15日）是一名德國納粹黨黨衛隊中校，從1942年9月到1945年4月擔任施圖特霍夫集中營的指揮官。

## 生平
霍普加入納粹黨，黨員編號為1,596,491。他於1933年加入黨衛隊，會員編號為116,695。1936年，他與集中營指揮官赫爾曼·巴拉諾夫斯基（Hermann Baranowski）的女兒夏洛特·巴拉諾夫斯基（Charlotte Baranowski）結婚。
霍普被分配到黨衛軍上級大隊長西奧多·艾克領導下的集中營監察局。 1939 年秋，他在幫助艾克組建黨衛軍骷髏師方面發揮了重要作用，並擔任艾克的副官。1941年4月，他被任命為步兵連的指揮官。1942年春，他在蘇聯諾夫哥羅德州傑米揚斯克包圍戰附近的伊爾門湖與紅軍作戰時腿部受重傷。
康復後，他被分配到黨衛隊骷髏總隊，並於1942年7月被派往奧斯維辛集中營擔任警衛支隊的隊長。他被黨衛隊大隊長里夏德·格呂克斯推薦擔任但澤附近的施圖特霍夫集中營的營地指揮官，理查德·格呂克斯是艾克的集中營督察員的繼任者。
大規模撤離之後，霍普成為沃貝林集中營的指揮官，這是一個臨時營地，專門用來接收即將被紅軍佔領的集中營疏散的囚犯。沃貝林集中營從1945年2月12日到1945年5月2日被美軍解放。
1946年4月，霍普在荷爾斯泰因被英國人俘虜。1947年8月，他被送往蘇格蘭瓦滕的165號集中營，直到1948年1月，他被轉移到西德英國佔領區巴特法靈博斯特爾的拘留營。
在等待被引渡到波蘭期間，霍普逃脫並前往瑞士，在那裡他以假身份擔任了三年的園林設計師，然後返回西德。1953年4月17日，他在西德維滕被西德當局逮捕。1955年12月16日，他因謀殺罪被審判並定罪。霍普最初被判處五年三個月監禁。1957年6月4日，波鴻地方法院將霍普的刑期增至九年，他於1960年底獲釋
保羅-沃納·霍普於1974年去世。

## 後續事件
2021年，保羅-沃納·霍普的施圖特霍夫集中營秘書伊爾姆加德·富爾希納被控11,412項謀殺共犯罪和18項謀殺未遂共犯罪。當時96 歲的伊爾姆加德·富爾希納也接受五天的審前拘留。